# Książ (województwo lubelskie)
Książ – wieś w Polsce położona w województwie lubelskim, w powiecie opolskim, w gminie Chodel.
Wieś szlachecka położona była w drugiej połowie XVI wieku w powiecie lubelskim województwa lubelskiego. W latach 1975–1998 miejscowość położona była w województwie lubelskim.
Wieś stanowi sołectwo w gminie Chodel. Według Narodowego Spisu Powszechnego z roku 2011 wieś liczyła 50 mieszkańców.
Wierni Kościoła rzymskokatolickiego należą do parafii Trójcy Świętej i Narodzenia Najświętszej Maryi Panny w Chodlu.

## Historia
Książ nazywany także w roku 1448 „Xiąsz”, u Długosza zapisany jako (1470-80) „Xansch”, wieś położona  9 km na północny zachód  od Bełżyc historycznie w powiecie lubelskim parafii Kłodnica. Wieś stanowiła własność szlachecką w roku 1448 dziedzicami byli Piotr, Ota, Jakub i Żegota Wronowscy. W wyniku działu z roku 1488  między braćmi Wronowskimi: Sędziwojowi przypadł Książ od granic Wronowskich do borowskich, kłodnickich i jeżowskich, od pagórka, od Wronowa do Kaleni Sisnowej i stawu Ochodzek. Długosz podaje, że (1470-80) dziedzice mienią się  herbem Topór. Dziesięciny z folwarku i łanów kmiecych oddają plebanowi w Kłodnicy (Długosz L.B.t.II s.547).